# 伊芙·麦克法兰
伊芙·麦克法兰（英語：Eve MacFarlane，1992年9月27日—），新西兰女子赛艇运动员。她曾代表新西兰参加世界赛艇锦标赛，获得一枚金牌和一枚铜牌。她也曾参加2012年、2016年和2020年夏季奥运会。